# 九龍區專線小巴33M線
九龍區專線小巴33M線是一條九龍專線小巴路線，由合昌公共小型巴士專線有限公司營辦，往來海港花園及黃大仙站（正德街），提供瓊富區及蒲崗村道沿線居民接駁港鐵黃大仙站的小巴服務。

## 歷史
- 1984年12月10日：33線設特別班次往來富山及黃大仙地鐵站。[2]。
- 1986年8月15日：該特別班次獲編號為33M。
- 1990年：伸延至海港花園以配合海港花園入伙。
- 1991年10月1日：增設分段收費由豐盛街油站往海港花園。
- 2000年或以後：行走此線的小巴陸續安裝八達通收費器，乘客可使用八達通付款。[3]
- 2000年底：為配合富山總站啟用，往黃大仙站（正德街）方向加停富山總站。
- 2002年底：此線車隊陸續由三菱Rosa柴油小巴改用為豐田Coaster（5LS）石油氣小巴。
- 2011年7月：由於營辦商長期虧蝕，因此運輸署公布營辦商提出由2011年10月1日起停辦此線。但最後因應區內居民的交通需求而繼續提供服務，並由原承辦商臨時經營。[1][4]
- 2011年9月9日：運輸署公開招標5組共11條專綫小巴路線，此線與33及33A線一併重新招標。[5]
- 2012年11月23日：運輸署公開招標2組共4條專綫小巴路線，此線與33及33A線一併重新招標。[6]由於在遴選中無法挑選適合的營辦商，此路線將聯同33A線於2014年一併重新招標。
- 2013年5月起：此線部分車隊陸續由豐田Coaster（5LS）石油氣小巴改用為豐田Coaster（6LS）石油氣小巴。
- 2014年6月6日：此路線再與33A線一併重新招標。[7]
- 2014年12月15日：由原營辦商繼續營運此線，但取消所有分段收費。[8]
- 2017年11月起：此線加入由豐田Coaster（7LL）19座位石油氣小巴行走。

## 服務時間及班次
- 每天由海港花園開出：06:25-00:30
- 每天由黃大仙站（正德街）開出：06:00-00:30

班次
- 營辦商：5-8分鐘一班
- 運輸署：3-7分鐘一班

特別班次
富山↔黃大仙站（正德街）
- 每天：06:30-09:00（3/4分鐘一班）[6]

由於此線沿途經常出現交通擠塞，使班次嚴重不穩，而出現拖卡情況。有時需要等待超過10分鐘才有小巴抵達車站，有時亦會有多部小巴拖卡抵達車站。

## 收費
全程收費：$4.8
| - 此路線大小同價。 - 乘客可以現金或八達通卡於上車時付款，不設找贖。 - 65歲或以上長者持有長者咭或使用長者八達通，以及合資格殘疾人士使用「殘疾人士身份」個人八達通卡優惠收費：$2 |

| 收費調整生效日期                 | 全程收費 | 分段收費                   |
| -------------------------------- | -------- | -------------------------- |
| 2019年6月23日                    | $4.6     | 不設分段收費               |
| 2016年10月16日                   | $4.3     | 不設分段收費               |
| 2014年12月15日                   | $4       | 不設分段收費               |
| 2013年11月17日                   | $4       | 豐盛街油站往海港花園：$1.8 |
| 2011年10月1日                    | $3.8     | 豐盛街油站往海港花園：$1.8 |
| 2008年12月28日                   | $3.6     | 豐盛街油站往海港花園：$1.8 |
| 2006年6月18日                    | $3.4     | 豐盛街油站往海港花園：$1.7 |
| 1998年2月8日                     | $3.2     | 豐盛街油站往海港花園：$1.6 |
| 1997年1月26日                    | $3       | 豐盛街油站往海港花園：$1.6 |
| 1995年12月11日                   | $2.8     | 豐盛街油站往海港花園：$1.6 |
| 1994年11月20日                   | $2.6     | 豐盛街油站往海港花園：$1.5 |
| 1993年11月1日                    | $2.4     | 豐盛街油站往海港花園：$1.4 |
| 1992年8月23日                    | $2.2     | 豐盛街油站往海港花園：$1.3 |
| 1991年10月1日 （延長至海港花園） | $2       | 豐盛街油站往海港花園：$1.3 |
| 1990年12月10日                   | $2       | 不設分段收費               |
| 1989年10月4日                    | $1.7     | 不設分段收費               |
| 1986年5月1日                     | $1.3     | 不設分段收費               |
| 1984年12月10日                   | $1       | 不設分段收費               |

## 行車路線

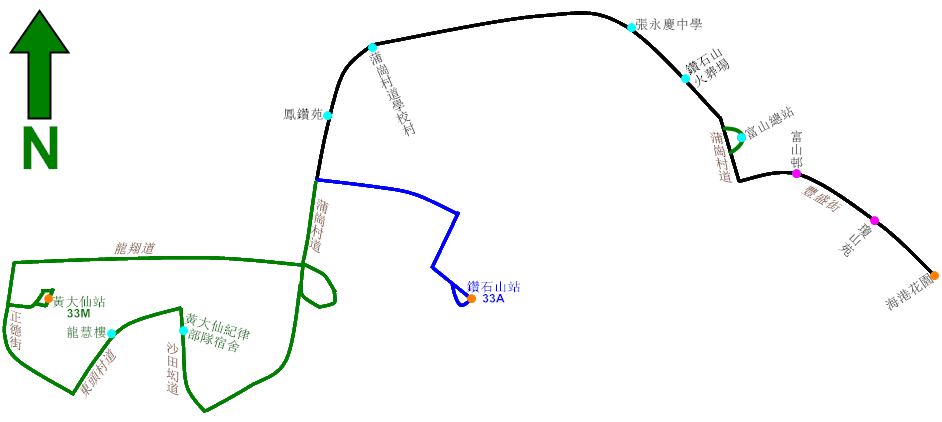
此線與33A線的走線圖，當中綠線表示只有本線駛經

- 往黃大仙站（正德街）方向途經：豐盛街、蒲崗村道、富山公共交通總站、蒲崗村道、天橋、支路、龍翔道及正德街

（
1. 每日06:30-09:00由海港花園開出班次不入此站；另設特別班次於有關時段從此站開出。）

| 九龍專綫小巴33M線（海港花園→黃大仙站（正德街）） | 九龍專綫小巴33M線（海港花園→黃大仙站（正德街）） | 九龍專綫小巴33M線（海港花園→黃大仙站（正德街）） | 九龍專綫小巴33M線（海港花園→黃大仙站（正德街）） | 九龍專綫小巴33M線（海港花園→黃大仙站（正德街））                 |
| 序號                                             | 地區                                             | 街道                                             | 主要車站位置                                     | 備註                                                             |
| ------------------------------------------------ | ------------------------------------------------ | ------------------------------------------------ | ------------------------------------------------ | ---------------------------------------------------------------- |
| 1                                                | 斧山                                             | 豐盛街                                           | 海港花園小巴總站                                 |                                                                  |
| 2                                                | 斧山                                             | 豐盛街                                           | 瓊麗苑、瓊山苑、富山邨                           |                                                                  |
| 3                                                | 斧山                                             |                                                  | 富山總站                                         | 每日06:30-09:00由海港花園開出班次不停此站， 另設特別班次由此開出 |
| 4                                                | 慈雲山                                           | 蒲崗村道                                         | 蒲崗村道學校村、蒲崗村道公園、鳳德邨、鳳鑽苑     | 清明節和重陽節警方實施特別交通安排期間不經此等車站               |
| 5                                                | 黃大仙                                           |                                                  | 黃大仙站（正德街）（黃大仙下邨龍興樓）           |                                                                  |

- 往海港花園途經：正德街、東頭村道、沙田㘭道、彩虹道、蒲崗村道、豐盛街

| 九龍專綫小巴33M線（黃大仙站（正德街）→海港花園） | 九龍專綫小巴33M線（黃大仙站（正德街）→海港花園） | 九龍專綫小巴33M線（黃大仙站（正德街）→海港花園） | 九龍專綫小巴33M線（黃大仙站（正德街）→海港花園）                               | 九龍專綫小巴33M線（黃大仙站（正德街）→海港花園） |
| 序號                                             | 地區                                             | 街道                                             | 主要車站位置                                                                   | 備註                                             |
| ------------------------------------------------ | ------------------------------------------------ | ------------------------------------------------ | ------------------------------------------------------------------------------ | ------------------------------------------------ |
| 1                                                | 黃大仙                                           |                                                  | 黃大仙站（正德街）（黃大仙下邨龍興樓）}                                        |                                                  |
| 2                                                | 黃大仙                                           | 東頭村道                                         | 黃大仙下邨龍慧樓                                                               |                                                  |
| 3                                                | 黃大仙                                           | 沙田㘭道                                         | 黃大仙紀律部隊宿舍（現崇山）                                                   |                                                  |
| 4                                                | 慈雲山／斧山                                     | 蒲崗村道                                         | 富祐大廈、蒲慈里、蒲蘅里、保良局第一張永慶中學（蒲崗村道學校村）、鑽石山火葬場 |                                                  |
| 5                                                | 斧山                                             | 豐盛街                                           | 豐盛街油站（富山邨）、瓊山苑、瓊麗苑                                           |                                                  |
| 6                                                | 斧山                                             | 豐盛街                                           | 海港花園小巴總站                                                               |                                                  |

## 用車
此路線所有用車均為豐田Coaster（第5、6、7代）。
此路線曾使用三菱Rosa柴油小巴，但已於2002年底全數更換為豐田Coaster（第5代）石油氣小巴。其後於2013至2017年再更換新款的豐田Coaster（第6、7代）石油氣小巴。

## 使用狀況
此線曾經是斧山唯一一條接駁港鐵黃大仙站的路線，故客量相當高。當時更於每日早上繁忙時間分拆特別班次，往來富山及黃大仙站（正德街），分流海港花園及富山前往黃大仙站（正德街）的乘客，以免小巴於海港花園客滿後開出而無法接載富山的乘客。79M線於2003年6月15日起投入服務後，由於行車路線較此線直接，而且收費便宜（當時此線收費為$3.2，而79M線收費為$3），此線客量開始下跌，但由於當時瓊東街的人流稀少，而且79M線班次較疏落，故影響不大。
然而，嘉峰臺和瓊軒苑分別於2007年及2008年入伙，瓊東街沿途居民增加，79M線大幅加密班次，此線客量進一步下跌，基本上營辦商已對此線採取放棄態度，多次削減用車，由90年代十數輛減至現時8輛，營辦商甚至於2011年7月以長期虧蝕為理由提出由2011年10月1日起停辦此線與同系的33及33A線。不過，由於介乎富山邨至海港花園之間的豐盛街並無其他公共交通工具服務，一旦取消此線與同系的33及33A線，該帶居民只能步行到蒲崗村道或瓊東街乘車，對居民造成不便，因此受到區議會反對，此線與33A線最終被保留。
雖然如此，由於海港花園及瓊麗苑步行到蒲崗村道或瓊東街需時約5-10分鐘，故此線仍有一定吸引力。加上此線途經學校村，亦吸引不少學生乘坐此線前往學校。因此客量亦有一定支持，上午繁忙時間由海港花園往黃大仙站（正德街）及下午繁忙時間至午夜由黃大仙站（正德街）往海港花園更經常出現客滿的情況，中途站無法登車的情況十分普遍，但其餘時間客量只屬一般。

## 脫班
由於小巴公司人手長期不足，導致營辦商派出小巴數目比運輸署招標的最低要求更少（運輸署招標的車輛數目最低要求為9輛，但此線繁忙時間只派出4輛小巴行走），倘若遇上交通擠塞，此線的班次會更加不穩定，繁忙時間輪候時間更有機會長達半小時或以上。